# All-Ireland Senior Football Championship 2000
L'All-Ireland Senior Football Championship 2000 fu l'edizione numero 114 del principale torneo di calcio gaelico irlandese. Kerry batté in finale Galway ottenendo la trentaduesima vittoria della sua storia. Per l'ultima volta la fase finale dell'All-Ireland vide la partecipazione delle sole squadre vincitrici dei titoli provinciali. L'anno seguente sarebbe stata introdotta la fase di ripescaggio.

## Campionati provinciali

### Munster Senior Football Championship

#### Quarti di finale
| Ennis 14 maggio 2000 | Clare | 0-15 – 1-07 | Waterford | Cusack Park |

| 20 maggio 2000 | Limerick | 2-08 – 3-13 | Cork | Kilmallock |

#### Semifinali
| Killarney 18 giugno 2000 | Kerry | 2-15 – 1-13 referto | Cork | Fitzgerald Stadium |

| Limerick 25 giugno 2000 | Tipperary | 0-10 – 0-15 referto | Clare | Gaelic Grounds |

#### Finale
| Limerick 16 luglio 2000 | Kerry | 3-15 – 0-08 referto | Clare | Gaelic Grounds |

### Leinster Senior Football Championship
Wexford, Longford, Wicklow e Carlow disputarono un turno preliminare, che consisteva in un girone in cui ogni squadra doveva sfidare le altre tre in una singola partita. Venivano assegnati due punti per la vittoria, uno per il pareggio, nessuno per la sconfitta. La squadra vincitrice sarebbe stata l'ottava del tabellone del Leinster Championship.

#### Girone preliminare
|   | Squadra  | Giocate | Vittorie | Pareggi | Sconfitte | Goal-punti fatti | Goal-punti subiti | Punti totali |
| - | -------- | ------- | -------- | ------- | --------- | ---------------- | ----------------- | ------------ |
| 1 | Wexford  | 3       | 2        | 1       | 0         | 6-30             | 0-35              | 5            |
| 2 | Longford | 3       | 2        | 0       | 1         | 2-42             | 6-27              | 4            |
| 3 | Wicklow  | 3       | 1        | 1       | 1         | 2-31             | 3-29              | 3            |
| 4 | Carlow   | 3       | 0        | 0       | 3         | 2-25             | 3-37              | 0            |

| 7 maggio 2000 | Wexford | 3-09 – 0-12 | Longford | New Ross |

| 7 maggio 2000 | Wicklow | 1-08 – 0-07 | Carlow | Aughrim |

| Longford 14 maggio 2000 | Longford | 2-12 – 1-10 | Wicklow | Pearse Park |

| Arbitro: | M Monaghan (Kildare) |

|                                                                                 |           |                                                             |
| J Nevin (1f) 0-4, M Dowling (3f) 0-3, J Kavanagh, S Kavanagh, P Kiernan 0-1each | Marcatori | L O'Brien (7f) 0-8, J Lawlor 1-2, J Berry 1-0, R Dunphy 0-1 |

| Aughrim 20 maggio 2000 | Wicklow | 0-13 – 1-10 | Wexford | O'Byrne Park |

| Carlow 20 maggio 2000 | Carlow | 2-08 – 0-18 | Longford | Dr. Cullen Park |

#### Quarti di finale
| Dublino 4 giugno 2000 | Offaly | 0-13 – 0-09 referto | Meath | Croke Park |

| Tullamore 5 giugno 2000 | Westmeath | 1-12 – 0-11 referto | Laois | O'Connor Park |

| Dublino 11 giugno 2000 | Dublin | 2-20 – 1-08 referto | Wexford | Croke Park |

| Dublino 11 giugno 2000 | Kildare | 1-12 – 0-12 referto | Louth | Croke Park |

#### Semifinali
| Dublino 25 luglio 2000 | Kildare | 0-11 – 1-08 referto | Offaly | Croke Park |

| Dublino 2 luglio 2000 | Dublin | 1-14 – 0-11 referto | Westmeath | Croke Park |

| Dublino 16 luglio 2000 | Kildare | 0-17 – 2-08 referto | Offaly | Croke Park |

#### Finale
| Arbitro: | P Russell (Tipperary) |

| |           |                                                                                                 |
| B Stynes, J Sherlock, C Moran 0-3 each, J Gavin (f), C Whelan, D Farrell, J Magee, V Murphy 0-1 each | Marcatori | P Brennan 0-5 (4f), T Fennin, J Doyle 0-3 (2f) 0-3 each, A Rainbow, R Sweeney, M Lynch 0-1 each |

| Arbitro: | P McEnaney (Monaghan) |

| |           |                                                                                             |
| P Brennan 0-5, D Earley, T Fennin 1-0 each, W McCreery, J Doyle 0-2 each, M Lynch, B Murphy 0-1 each | Marcatori | C Moran 0-3, C Whelan, D Farrell, V Murphy 0-2 each, J Gavin, B Stynes, J Sherlock 0-1 each |

### Ulster Senior Football Championship

#### Turno preliminare
| Enniskillen 14 maggio 2000 | Monaghan | 1-10 – 3-12 referto | Fermanagh | Brewster Park |

#### Quarti di finale
| Cavan 14 maggio 2000 | Cavan | 1-05 – 2-13 | Derry | Breffni Park |

| Belfast 28 maggio 2000 | Down | 1-07 – 0-13 referto | Antrim | Casement Park |

| Clones 4 giugno 2000 | Tyrone | 0-08 – 0-12 referto | Armagh | St. Tiernach's Park |

| Ballybofey 11 giugno 2000 | Fermanagh | 1-12 – 0-13 referto | Donegal | MacCumhail Park |

#### Semifinali
| Belfast 18 giugno 2000 | Antrim | 2-08 – 0-14 | Derry | Casement Park |

| Clones 25 giugno 2000 | Armagh | 0-13 – 0-12 referto | Fermanagh | St. Tiernach's Park |

| Belfast 2 luglio 2000 | Antrim | 2-05 – 1-17 referto | Derry | Casement Park |

#### Finale
| Clones 16 luglio 2000 | Armagh | 1-12 – 1-11 referto | Derry | St. Tiernach's Park |

### Connacht Senior Football Championship

#### Quarti di finale
| Roscommon 4 giugno 2000 | Roscommon | 4-18 – 0-10 referto | London | Dr. Hyde Park |

| Tuam 10 giugno 2000 | Galway | 1-15 – 1-05 referto | New York | Tuam Stadium |

| Sligo 11 giugno 2000 | Sligo | 1-13 – 1-10 referto | Mayo | Markievicz Park |

#### Semifinali
| Roscommon 2 luglio 2000 | Roscommon | 3-06 – 1-13 referto | Leitrim | Dr. Hyde Park |

| Sligo 9 luglio 2000 | Sligo | 0-04 – 0-22 referto | Galway | Markievicz Park |

#### Finale
| Roscommon 30 luglio 2000 | Galway | 1-13 – 0-08 | Leitrim | Dr. Hyde Park |

## Semifinali
| Dublino 20 agosto 2000 | Kerry | 2-11 – 2-11 referto | Armagh | Croke Park |

| Dublino 27 agosto 2000 | Galway | 0-15 – 2-6 referto | Kildare | Croke Park |

| Dublino 2 settembre 2000 Replay | Kerry | 2-15 – 1-15 AET referto | Armagh | Croke Park |

### Finale
| Dublino 24 settembre 2000, ore 3:30pm | Kerry                  | 0-14 – 0-14 referto | Galway | Croke Park\| Arbitro: \| P McEneaney (Monaghan) \| |
| Arbitro:                              | P McEneaney (Monaghan) |                     |        |                                                    |

| Arbitro: | B White (Wexford) |

| |           | |
| D O'Cinneide 0-4, L Hassett, J Crowley, A MacGearailt 0-3 each, M F Russell 0-2, E Fitzmaurice, M FitzGerald 0-1 each | Marcatori | D Meehan 1-0, N Finnegan, M Donnellan 0-2 each, S Walsh, K Walsh, S Og de Paor, P Joyce, T Joyce, J Bergin 0-1 each |